# Oberleitungsbus Sinŭiju
Oberleitungsbus Sinŭiju ist das Oberleitungsbussystem der Stadt Sinŭiju in Nordkorea.

## Geschichte
Das Netz ging im Zeitraum zwischen 1977 und 1980, wahrscheinlich 1978 in Betrieb. Ab Juni des Jahres 1985 gab es eine Überlandlinie nach Rakwon, welche von 2006 bis 2007 stillgelegt und abgebaut worden ist. Das Netz besteht aus drei Linien, die u. a. das Stadtzentrum erschließen. Weiterhin existiert ein Depot.
Zwischen Oktober 2018 und Dezember 2020 war der Betrieb eingestellt.

## Fahrzeuge
Der Fuhrpark umfasst zirka 50 Fahrzeuge unterschiedlicher Typen, darunter möglicherweise Ch’ŏllima 74 oder Chavdar 11G5.
Seit der Wiederinbetriebnahme Ende 2020 verkehren die neuen Ch’ŏllima 321, welche allerdings auf dem älteren Modell Ch’ŏllima 82 basieren.